# Кореневский район
Ко́реневский район — административно-территориальная единица (район) и муниципальное образование (муниципальный район) на юго-западе Курской области России.
Административный центр — посёлок городского типа Коренево.

## География
Район граничит на востоке с Суджанским, на северо-востоке — с Льговским, на северо-западе — с Рыльским, на западе — с Глушковским районами Курской области, на юге — с Сумским районом Сумской области Украины.
Площадь — 873 км². Основные реки — Снагость, Сейм, Крепна.

## История
Кореневский район с центром в с. Коренево образован 30 июля 1928 года в составе Льговского округа Центрально-Чернозёмной области. В 1930 году округа были упразднены, район перешёл в непосредственное подчинение областному центру Центрально-Чернозёмной области (Воронеж). В 1934 году вошёл в состав новообразованной Курской области. В 1932 году центр района перенесли на станцию Коренево, которая 4 декабря 1938 года получила статус рабочего посёлка.
1 февраля 1963 года, в результате административной реформы по укрупнению, Кореневский район был упразднён. Восстановлен 30 декабря 1966 года.
В ходе вторжения России в Украину район стал ареной боевых действий в Курской области, 9 августа 2024 года была объявлена эвакуация населения. Шли бои за районный центр, но Вооружённые силы Российской Федерации выбили украинские силы. По состоянию на 14 октября 2024 Вооружённые силы Украины контролируют южную часть Кореневского района. По состоянию на 5 марта 2025 полностью освобождён 

## Население
| 2002    | 2004    | 2006    | 2007    | 2008    | 2009    | 2010    | 2011    | 2012    |
| ------- | ------- | ------- | ------- | ------- | ------- | ------- | ------- | ------- |
| 21 474  | ↘21 000 | ↘20 133 | ↘19 641 | ↘19 172 | ↘18 634 | ↘18 294 | ↘18 180 | ↘17 733 |
| 2013    | 2014    | 2015    | 2016    | 2017    | 2018    | 2019    | 2020    | 2021    |
| ↘17 302 | ↘16 832 | ↘16 547 | ↘16 299 | ↘16 163 | ↘16 052 | ↘15 936 | ↘15 689 | ↘15 018 |

### Урбанизация
Городское население (рабочий посёлок Коренево) составляет 36,99 % от всего населения района.

### Национальный состав
По итогам переписи населения 2020 года проживали следующие национальности (национальности менее 0,1 % и другое, см. в сноске к строке «Другие»):
| Национальность | Численность, чел. | Доля     |
| -------------- | ----------------- | -------- |
| Русские        | 14 041            | 93,49 %  |
| Украинцы       | 115               | 0,77 %   |
| Армяне         | 94                | 0,63 %   |
| Езиды          | 54                | 0,36 %   |
| Молдаване      | 32                | 0,21 %   |
| Другие         | 682               | 4,54 %   |
| Итого          | 15 018            | 100,00 % |

## Административное деление
Кореневский район как административно-территориальная единица включает 16 сельсоветов и 1 рабочий посёлок.
В рамках организации местного самоуправления в муниципальный район входят 10 муниципальных образований, в том числе 1 городское и 9 сельских поселений:
| №        | Муниципальное образование | Административный центр   | Количество населённых пунктов | Население (чел.) | Площадь (км²) |
| -------- | ------------------------- | ------------------------ | ----------------------------- | ---------------- | ------------- |
| 1e-06    | Городские поселения:      |                          |                               |                  |               |
| 1        | посёлок Коренево          | рабочий посёлок Коренево | 1                             | ↗5555            | 12,55         |
| 1.000002 | Сельские поселения:       |                          |                               |                  |               |
| 2        | Викторовский сельсовет    | деревня Викторовка       | 6                             | ↘537             | 71,05         |
| 3        | Комаровский сельсовет     | село Комаровка           | 4                             | ↘526             | 67,19         |
| 4        | Кореневский сельсовет     | село Коренево            | 4                             | ↘2260            | 58,56         |
| 5        | Любимовский сельсовет     | село Любимовка           | 2                             | ↗744             | 81,01         |
| 6        | Ольговский сельсовет      | село Ольговка            | 6                             | ↘1271            | 111,31        |
| 7        | Пушкарский сельсовет      | село Пушкарное           | 10                            | ↘1108            | 130,90        |
| 8        | Снагостский сельсовет     | село Снагость            | 2                             | ↗701             | 78,86         |
| 9        | Толпинский сельсовет      | село Толпино             | 8                             | ↘1212            | 122,66        |
| 10       | Шептуховский сельсовет    | село Шептуховка          | 9                             | ↘1104            | 137,66        |

В ходе муниципальной реформы 2006 года в составе новообразованного муниципального района законом Курской области от 21 октября 2004 года были созданы 17 муниципальных образований, в том числе одно городское поселение (в рамках рабочего посёлка) и 16 сельских поселений (в границах сельсоветов).
Законом Курской области от 26 апреля 2010 года был упразднён ряд сельских поселений: Обуховский сельсовет (включён в Любимовский сельсовет); Плодосовхозский и Сафоновский сельсоветы (включены  в Шептуховский сельсовет); Кремяновский сельсовет (включён в Ольговский сельсовет); Благодатенский сельсовет (включён в Пушкарский сельсовет, который с апреля до декабря 2010 года назывался как Благодатенский сельсовет); Верхнегрунский сельсовет (включён в Толпинский сельсовет); Гордеевский сельсовет (включён в Викторовский сельсовет). Соответствующие сельсоветы как административно-территориальные единицы упразднены не были.

## Населённые пункты
В Кореневском районе 52 населённых пункта, в том числе один городской (рабочий посёлок) и 51 сельский населённый пункт.
| №  | Населённый пункт  | Тип             | Население | Муниципальное образование |
| -- | ----------------- | --------------- | --------- | ------------------------- |
| 1  | Александровка     | село            | ↘233      | Толпинский сельсовет      |
| 2  | Алексеевский      | хутор           | ↘5        | Шептуховский сельсовет    |
| 3  | Апанасовка        | село            | ↘199      | Комаровский сельсовет     |
| 4  | Благодатное       | село            | ↘451      | Пушкарский сельсовет      |
| 5  | Бяхово            | деревня         | ↘34       | Викторовский сельсовет    |
| 6  | Верхняя Груня     | село            | ↘379      | Толпинский сельсовет      |
| 7  | Ветрено           | село            | ↘116      | Ольговский сельсовет      |
| 8  | Викторовка        | деревня         | ↘70       | Викторовский сельсовет    |
| 9  | Вишневка          | деревня         | ↘49       | Комаровский сельсовет     |
| 10 | Внезапное         | деревня         | ↘245      | Викторовский сельсовет    |
| 11 | Гавриловка        | деревня         | ↗118      | Толпинский сельсовет      |
| 12 | Гордеевка         | село            | ↘138      | Викторовский сельсовет    |
| 13 | Дерюгино          | деревня         | ↘82       | Пушкарский сельсовет      |
| 14 | Дубрава           | хутор           | ↘0        | Пушкарский сельсовет      |
| 15 | Дуровка           | деревня         | ↘44       | Ольговский сельсовет      |
| 16 | Жадино            | село            | ↗315      | Пушкарский сельсовет      |
| 17 | Жеболовка         | деревня         | ↘31       | Ольговский сельсовет      |
| 18 | Журавли           | деревня         | ↘128      | Ольговский сельсовет      |
| 19 | Каучук            | посёлок         | ↘610      | Шептуховский сельсовет    |
| 20 | Ковыневка         | деревня         | ↘21       | Пушкарский сельсовет      |
| 21 | Колычевка         | деревня         | ↘171      | Толпинский сельсовет      |
| 22 | Комаровка         | село            | ↘509      | Комаровский сельсовет     |
| 23 | Коренево          | рабочий посёлок | ↗5555     | посёлок Коренево          |
| 24 | Коренево          | село            | ↘2150     | Кореневский сельсовет     |
| 25 | Краснооктябрьское | село            | ↘245      | Снагостский сельсовет     |
| 26 | Кремяное          | село            | ↘649      | Ольговский сельсовет      |
| 27 | Кулешовка         | деревня         | ↘0        | Пушкарский сельсовет      |
| 28 | Лобановка         | деревня         | ↘259      | Кореневский сельсовет     |
| 29 | Любимовка         | село            | ↘560      | Любимовский сельсовет     |
| 30 | Матвеевка         | деревня         | ↘8        | Кореневский сельсовет     |
| 31 | Михайловка        | деревня         | ↘8        | Шептуховский сельсовет    |
| 32 | Мордвин           | хутор           | ↘12       | Шептуховский сельсовет    |
| 33 | Нижняя Груня      | село            | ↘143      | Толпинский сельсовет      |
| 34 | Никипеловка       | деревня         | ↗132      | Кореневский сельсовет     |
| 35 | Новоселовка       | хутор           | ↗21       | Пушкарский сельсовет      |
| 36 | Обуховка          | село            | ↘291      | Любимовский сельсовет     |
| 37 | Общий Колодезь    | село            | ↘110      | Шептуховский сельсовет    |
| 38 | Ольговка          | село            | ↘674      | Ольговский сельсовет      |
| 39 | Петровское        | деревня         | ↘21       | Шептуховский сельсовет    |
| 40 | Пушкарное         | село            | ↘412      | Пушкарский сельсовет      |
| 41 | Пушкарожадинский  | посёлок         | ↘37       | Пушкарский сельсовет      |
| 42 | Сафоновка         | село            | ↘186      | Шептуховский сельсовет    |
| 43 | Секерино          | деревня         | ↘48       | Пушкарский сельсовет      |
| 44 | Скрылевка         | село            | ↘62       | Шептуховский сельсовет    |
| 45 | Снагость          | село            | ↘494      | Снагостский сельсовет     |
| 46 | Старостинка       | хутор           | ↘2        | Толпинский сельсовет      |
| 47 | Толпино           | село            | ↘602      | Толпинский сельсовет      |
| 48 | Троицкое          | село            | ↘270      | Викторовский сельсовет    |
| 49 | Успеновка         | деревня         | ↘71       | Викторовский сельсовет    |
| 50 | Шептуховка        | село            | ↘657      | Шептуховский сельсовет    |
| 51 | Южный             | посёлок         | ↘103      | Толпинский сельсовет      |
| 52 | 10-й Октябрь      | посёлок         | ↘0        | Комаровский сельсовет     |

## Экономика
Сельское хозяйство
В районе выращивают зерновые культуры, кукурузу, сахарную свёклу и картофель. Развито свиноводство, мясо-молочное скотоводство.
Промышленность
Электротехнический завод «Рубильник» в Коренево, ныне — ОАО «НВА».
Добыча полезных ископаемых
В районе разрабатываются два месторождения торфа: Пушкаро-Жадинское и Кореневское; песка и трепела — месторождение Глинки-Распадня; песка, глины и мела — Топиловское месторождение.

## Транспорт
С северо-востока на юго-запад район пересекают пути железной дороги Киев—Курск—Воронеж, основная железнодорожная станция — Коренево. От железнодорожной станции в Коренево есть железнодорожная линия до Рыльска (25 км).
Коренево находится на автомобильной трассе Суджа—Коренево—Рыльск.

## Культура
Район побратим Кореневского района — Сумской район Сумской области Украины.

## Достопримечательности
- В селе Сафоновка — усадьба И. Т. Викторова «Дворец для любимой» («Школа в графском замке») (конец XIX века),
- в селе Скрылевка — усадьба А. В. Муравьева и церковь Святой Троицы (начало XIX века),
- в селе Любимовка церковь Покрова Пресвятой Богородицы (1877 год),
- в селе Благодатное — церковь Илии Пророка (1898 год),
- в селе Верхняя Груня — церковь Святой Троицы (1901 год)[26].

## Археология
В 2,5 км к северу—северо-востоку от северной окраины села Гапоново (Краснооктябрьское) на многослойном поселении был найден Гапоновский клад колочинской культуры, в состав которого входит более 400 предметов.

## Известные люди
В районе родились
- Афонский Петр Александрович (1907—2003) — советский и украинский писатель, драматург, киносценарист.
- Третьяк, Василий Яковлевич (1926—1989) — оперный певец, народный артист СССР (1980).
- Гурская (Крюкова) Ольга Сергеевна (18.03.1902-19.04.1975), художница, выпускница Киевского художественного института.
- Фёдоров, Николай Романович (24 ноября 1926, Шептуховка, Курская губерния — 23 мая 1948, Краснодар) Полный Кавалер Ордена Славы[29].